# Record News
 (juillet 2018).
Si vous disposez d'ouvrages ou d'articles de référence ou si vous connaissez des sites web de qualité traitant du thème abordé ici, merci de compléter l'article en donnant les références utiles à sa vérifiabilité et en les liant à la section « Notes et références ».
Record News est une chaîne de télévision d'information en continu brésilienne. Elle est gérée par RecordTV,  anciennement appelée Rede Record.
Elle diffuse journaux télévisés, reportages, débats, émissions de société et rendez-vous politiques. Ses effectifs sont d'une centaine de journalistes et de presque autant de techniciens, assistants et autres professionnels de l'information. Record News peut compter sur une salle de rédaction pouvant accueillir une soixantaine de personnes ainsi que sur un studio d'enregistrement équipé des dernières innovations technologiques.

## Histoire
Record News est lancée le 27 septembre 2007, jour anniversaire des 54 ans de Rede Record, chaîne dont elle est issue.

### Identité visuelle

Logo de Record News de 2007 à 2010
Logo de Record News de 2012 à 2016
Logo de Record News depuis octobre 2016

## Diffusion
La chaîne est diffusée sur le réseau hertzien brésilien, ainsi que par les principaux cablo-opérateurs du pays. Elle est également diffusée par satellite sur plusieurs continents (Amériques, Afrique, Europe).
Record News occupe une fréquence détenue pendant treize ans par Rede Mulher, une chaîne de télévision thématique consacrée aux femmes. Le principe de changement du format de la chaîne est entériné au début de l'année 2007. Au mois de février de cette même année, une équipe de cadres de Rede Record se rend à Atlanta, aux États-Unis, afin d'étudier le fonctionnement de la célèbre chaîne d'information en continu CNN, et de voir comment s'en inspirer. Les infrastructures de la chaîne sont mises en place progressivement au cours des mois qui suivent, jusqu'au lancement effectif de ce nouveau média, au mois de septembre.

## Programmes
La programmation met un accent tout particulier sur le direct, qui occupe près de dix-neuf heures d'antenne chaque jour. Les cinq heures restantes sont dédiées aux rediffusions (reportages et journaux télévisés de Rede Record, notamment). L'information développée dans les différents journaux télévisés est à la fois régionale, nationale et internationale. La plupart des émissions sont réalisées à São Paulo, mais certains programmes sont produits dans des studios régionaux à Brasilia, Salvador, Rio de Janeiro, Porto Alegre et Araraquara, ou encore à Miami et Londres.
Le sport occupe également une place importante. En sus de ses émissions et chroniques sportives régulières, Record News couvre ainsi les jeux olympiques d'hiver de Vancouver, puis les jeux olympiques de la jeunesse de Singapour.